# Lina Khalifeh
Lina Khalifeh est une championne de taekwondo jordanienne, directrice d'un centre de self-défense réservé aux femmes à Amman.

## Biographie
Adolescente, Lina Khalifeh découvre les arts martiaux. Ceinture noire de taekwondo, elle est détentrice de vingt médailles d'or avec la sélection jordanienne. 
En 2010, elle commence à donner des cours de self-défense chez elle après avoir découvert qu'une de ses amies avait été battue par son père et son frère. Elle ouvre sa salle d'arts martiaux SheFighter exclusivement réservée aux femmes en 2012 à Amman. Le problème du harcèlement sexuel en Jordanie étant tabou, elle veut offrir aux femmes un moyen de se défendre. Le centre organise des sessions de formation de deux à trois mois à raison de trois séances par semaine où est enseigné un mélange de boxe et de taekwondo.
Selon ses estimations, environ 14 000 femmes de 5 à 75 ans auraient participé à ses cours dont des réfugiées et des femmes de ménage étrangères grâce à l'aide de certaines ONG,.
En plus de ses cours d'arts martiaux, elle donne des séminaires sur l'auto-défense, visitant des écoles et des orphelinats pour sensibiliser la population féminine au harcèlement sexuel.
En 2014, elle est sélectionnée par le programme suédois She Entrepreneur et présente son projet à la famille royale de Suède. Elle est vue comme l'une des meilleures entreprises à vocation sociale du Moyen-Orient.
Elle est reçue par Barack Obama à la Maison-Blanche avec d'autres « leaders du changement social » au Moyen-Orient en mai 2015,.
Lors de la venue de la conférence TED dans le cadre des conférences TEDWomen à Prague en 2016, Lina Khalifeh est invitée à parler de son action et à faire une démonstration.
Sa marque SheFighter devient une franchise en juin 2017 avec l'ouverture d'un second studio à Ramallah en Palestine et celle prévue d'un troisième studio à Hong Kong en 2018.
Elle est sur la liste des 100 Women de la BBC en 2017, dans la catégorie « Sexisme dans le sport ».
En 2018, elle reçoit le Economic Empowerment Award aux Global Leadership Award 2018 lors de la cérémonie annuelle à Washington pour son travail dans l'autonomisation (empowerment) des femmes. La même année, le 24 mars, elle lance en Jordanie le programme SheFighter Empowering Women through self-defence avec l'appui de la ministre de l'égalité des genres.